# عنکبوت‌های برکه
عنکبوت‌های برکه (Cybaeidae) خانواده‌ای از عنکبوتها هستند.
این خانواده ۱۲ سرده و ۱۵۳ گونه را دربر می‌گیرد.